# Гросслихтова, Труда
Труда Гросслихтова (имя и фамилия при рождении — Гертруда Мария Гросслихтова) (чеш. Truda Grosslichtová; 23 февраля 1912, Прага, Богемия, Австро-Венгрия — 8 июня 1995, Нью-Веннеп, Северная Голландия, Нидерланды) — чехословацкая и чешская актриса

 и певица

.

## Биография
Родилась в семье еврея предпринимателя и актрисы и певицы оперетты. Дебютировала, как театральная актриса. Выступала в нескольких музыкальных театрах (Оперетта на Виноградах, Новый театр Олдржиха и др.). Первой крупной её ролью на сцене стала главная роль в оперетте «На Святой горке». В 1938 году выступала во Франции, там же записала несколько грампластинок. Успешно выступала, в популярных опереттах «Брандейские драгуны», «Белая пехота» и др.
С успехом выступала во Франции, Германии и других европейских странах. В 1930-х годах была очень популярна и входила в число таких звёзд, как Лида Баарова , Адина Мандлова, Наташа Голлова, Вера Фербасова, Йиржина Степничкова и другие.
В 1931—1937 годах сняла более, чем в двадцати пяти фильмах. Была одной из самых известных, востребованных и популярных актрис.
Вышла замуж за венгерского еврея режиссёра Штефана Мунка. Из-за этого и происхождения ей пришлось бежать от нацистов из страны.
Умерла в Нидерландах.

## Избранная фильмография
- 1937 — Адвокатесса Вера / Advokátka Věra — Вера Донатова
- 1936 — Голем / Golem — Беноитова
- 1935 — Герой одной ночи / Hrdina jedné noci — Ханна
- 1935 — Одиннадцатая заповедь /  přikázání — Эмма Краличкова Воробска
- 1933 — Ревизор / Revizor — Мария Антоновна, дочь городничего
- 1932 — Розовая комбинация /  Růžové kombiné
- 1932 — Право на грех / Právo na hřích — Вера